# Abel Carlevaro
 (décembre 2021).
Si vous disposez d'ouvrages ou d'articles de référence ou si vous connaissez des sites web de qualité traitant du thème abordé ici, merci de compléter l'article en donnant les références utiles à sa vérifiabilité et en les liant à la section « Notes et références ».
Abel Carlevaro (1916-2001) était un virtuose, compositeur et professeur de guitare classique, né à Montevideo, en Uruguay. Il a établi une nouvelle école de la technique instrumentale, en intégrant une nouvelle approche de positionnement pour la guitare. Il a eu une carrière artistique couronnée de succès et a gagné l'admiration de musiciens tels que Heitor Villa-Lobos et Andrés Segovia.

## Carrière

### Technique Carlevaro
Abel Carlevaro a été le créateur d'une nouvelle école de la technique instrumentale en travaillant sur la posture, le développement de son, et la philosophie générale de la musique. Cette contribution à l'évolution de la guitare est exposée dans sa série didactique (le Cuadernos), Escuela de la Guitarra Exposición de la Teoría Instrumental (« École de Guitare Exposition de la théorie instrumentale ») ainsi que dans la masterclass « Carlevaro » série. Ces ouvrages pédagogiques, ses compositions et ses transcriptions sont éditées par Boosey and Hawkes à New York, Chanterelle Verlag à Heidelberg, Barry Editorial à Buenos Aires et Henry Lemoine à Paris.

### Guitare Carlevaro
Carlevaro a aussi inventé une nouvelle guitare (guitare concert-modèle « Carlevaro »). Ce modèle spécial de guitare a été créé en 1983, à Madrid, par le luthier espagnol Manuel Contreras (père). La partie supérieure de la caisse de résonance, sur laquelle repose le bras guitariste, était droite, tandis que le fondn qui repose sur une jambe du guitariste, est ordinairement courbe. La table d'harmonie résultant ressemblait à la forme d'un piano à queue. Cette nouvelle guitare a également le trou de la rosace fermé.

### Master classes
Carlevaro a animé plusieurs master classes consacrées à l'étude de la guitare.

### Élèves
L'un des « meilleurs élèves » de Carlevaro, ainsi qu'assistant à l'enseignement (1982-2000), était le guitariste classique Jad Azkoul, qui a également traduit plusieurs de ses œuvres. Carlevaro a continué à enseigner et effectuer jusqu'à ses derniers jours. Plusieurs guitaristes célèbres comme Eduardo Fernández, Baltazar Benítez, Alvaro Pierri, et d'autres, étaient ses élèves. De l'Espagne, nous pouvons citer Juan Luis Torres Román, Pompeyo Pérez Díaz, interprète et musicologue auteur du livre principal de l'université sur Dionisio Aguado et sur la guitare au XIXe siècle, et Manuel Gómez Ortigosa.

## Publication
- Serie didáctica - l'école de la guitare
  - Cuaderno no 1 -Escalas Diatónicas
  - Cuaderno no 2 -Técnica de la mano derecha
  - Cuaderno no 3 -Técnica de la mano izquierda
  - Cuaderno no 4 -Técnica de la mano Izq. Conclusión